# Gelastocoroidea
Gelastocoroidea är en överfamilj av insekter. Gelastocoroidea ingår i ordningen halvvingar, klassen egentliga insekter, fylumet leddjur och riket djur. Enligt Catalogue of Life omfattar överfamiljen Gelastocoroidea 17 arter. 
Kladogram enligt Catalogue of Life:
| Gelastocoroidea | \| \| Gelastocoridae \| \| \| \| \| \| Ochteridae \| \| \| \| |
|                 | \| \| Gelastocoridae \| \| \| \| \| \| Ochteridae \| \| \| \| |
|                 | Gelastocoridae                                                |
|                 |                                                               |
|                 | Ochteridae                                                    |
|                 |                                                               |